# Turismo en el Partido de La Plata

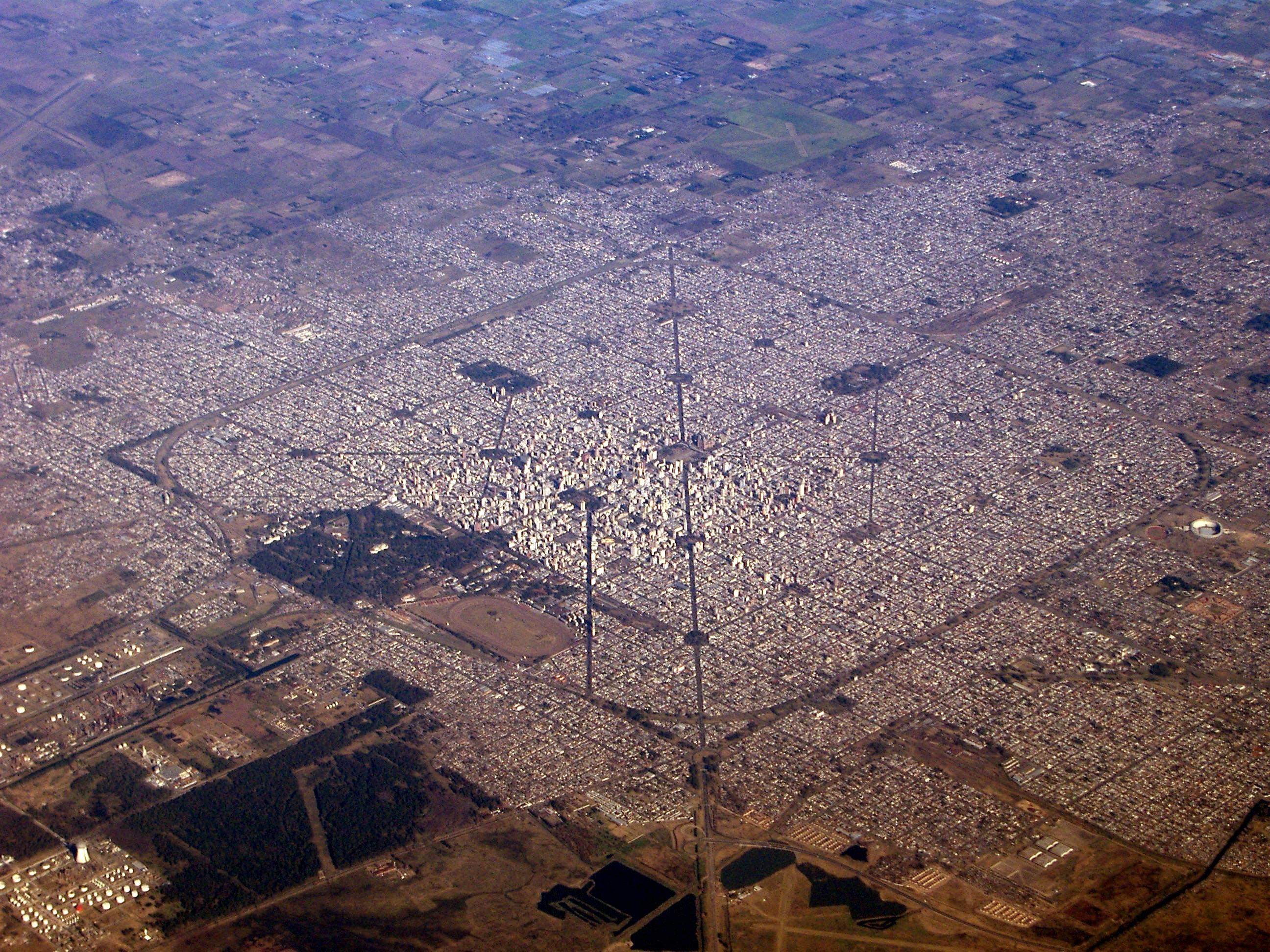
Vista aérea de la ciudad.

La ciudad de La Plata tiene un extenso y variado interés turístico, con zonas ricas en contenido histórico, cultural y arquitectónico. Los principales lugares se agrupan en distintos circuitos. Estos circuitos son cinco: Eje Cultural, Eje Cívico, Eje Deportivo, Eje Infantil y Eje Religioso.

## Circuitos

### Circuito Cultural

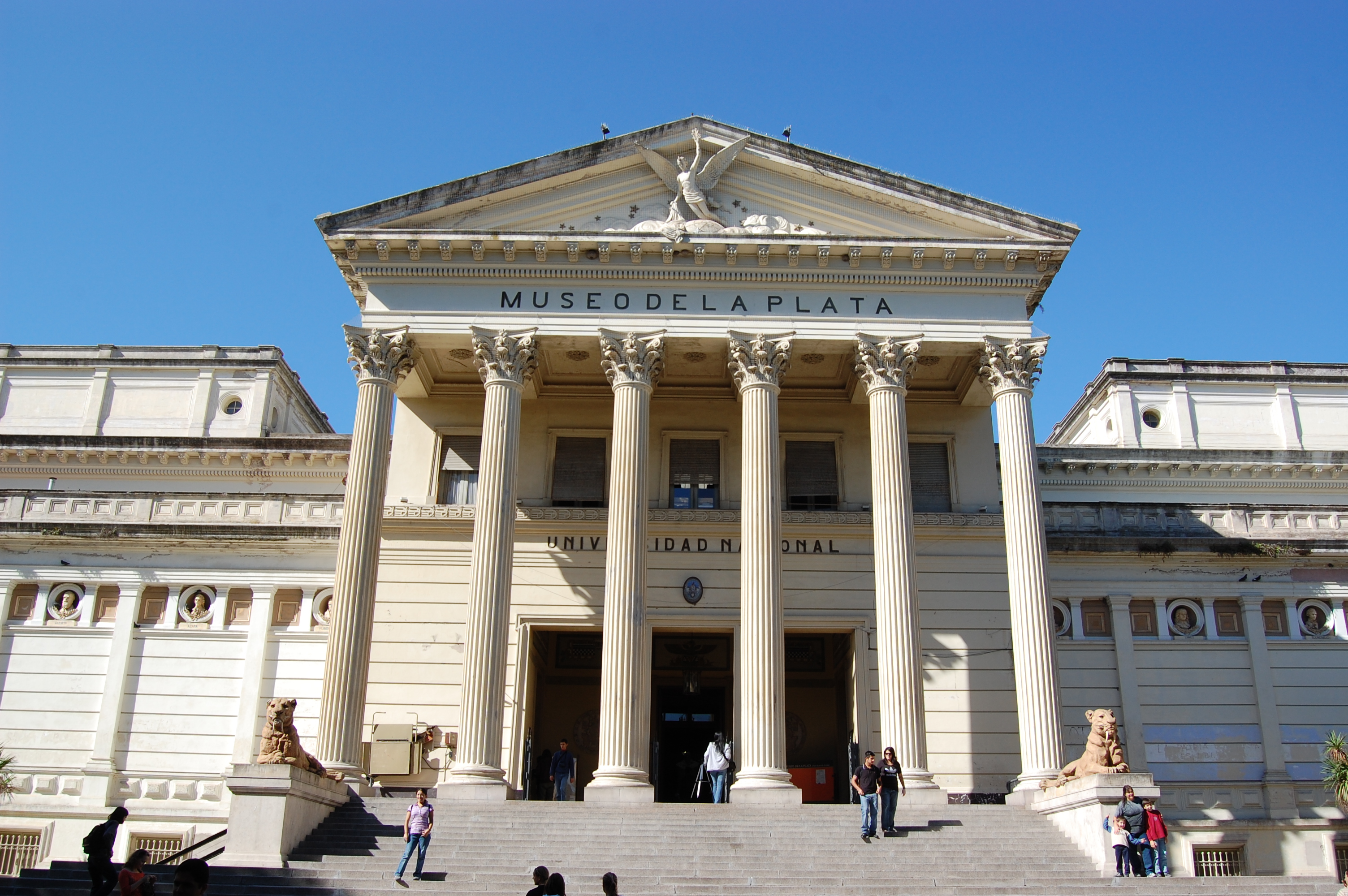
Museo de Ciencias Naturales.

En este circuito se recorren los principales museos, teatros y centros culturales. Entre estos se destacan: Museo de Ciencias Naturales, Museo Ferroviario de Tolosa, Centro Cultural Islas Malvinas, Circuito Cultural Meridiano V, Centro Cultural Pasaje Dardo Rocha, Teatro Municipal Coliseo Podestá, etc.

### Circuito Eje Cívico
El Circuito Eje Cívico es fundamentalmente arquitectónico y recorre la historia de la gestación de la ciudad.
Los lugares turísticos más importantes se encuentran en el eje fundacional de la ciudad, ente las calles 51 y 53, siendo el centro de la ciudad la Plaza Moreno. Esta plaza separa dos grandes obras arquitectónicas de la ciudad: la Catedral Metropolitana de La Plata «Inmaculada Concepción» y el Palacio Municipal. También a pocos metros de la catedral se encuentra el Museo Dardo Rocha, sobre la creación de la ciudad y la vida de su fundador.
En este circuito también se pueden recorrer los distintos edificios pertenecientes al gobierno de la Provincia de Buenos Aires. Como pueden ser: Casa de Gobierno Provincial, la Legislatura Provincial, entre otros.

### Circuito Deportivo
Se podría agregar otro circuito más comprendido para los deportistas. En este circuito se encontrarían el estadio Juan Carmelo Zerillo (estadio de Gimnasia y Esgrima La Plata), el estadio Jorge Luis Hirschi (estadio de Estudiantes de La Plata) y el imponente Estadio Ciudad de La Plata. Además se incluyen en este recorrido las sedes sociales (y sedes polideportivas) de los dos clubes platenses de gran importancia en la ciudad: el Club Estudiantes de La Plata y el Club de Gimnasia y Esgrima La Plata y sus sedes de concentración como el Country Club de City Bell y Estancia Chica, respectivamente.
El automovilismo también tiene su importancia en el partido platense de la mano del Turismo Carretera. Para esta competición cuenta con un autódromo denominado Roberto José Mouras en honor al histórico piloto de Chevrolet fallecido en Lobos en 1992.
Cabe destacar el tradicional asiento del turf en la ciudad. La Plata cuenta de un hipódromo, el tercero en orden de concurrencia y oferta de carreras en el país.

### Circuito Infantil

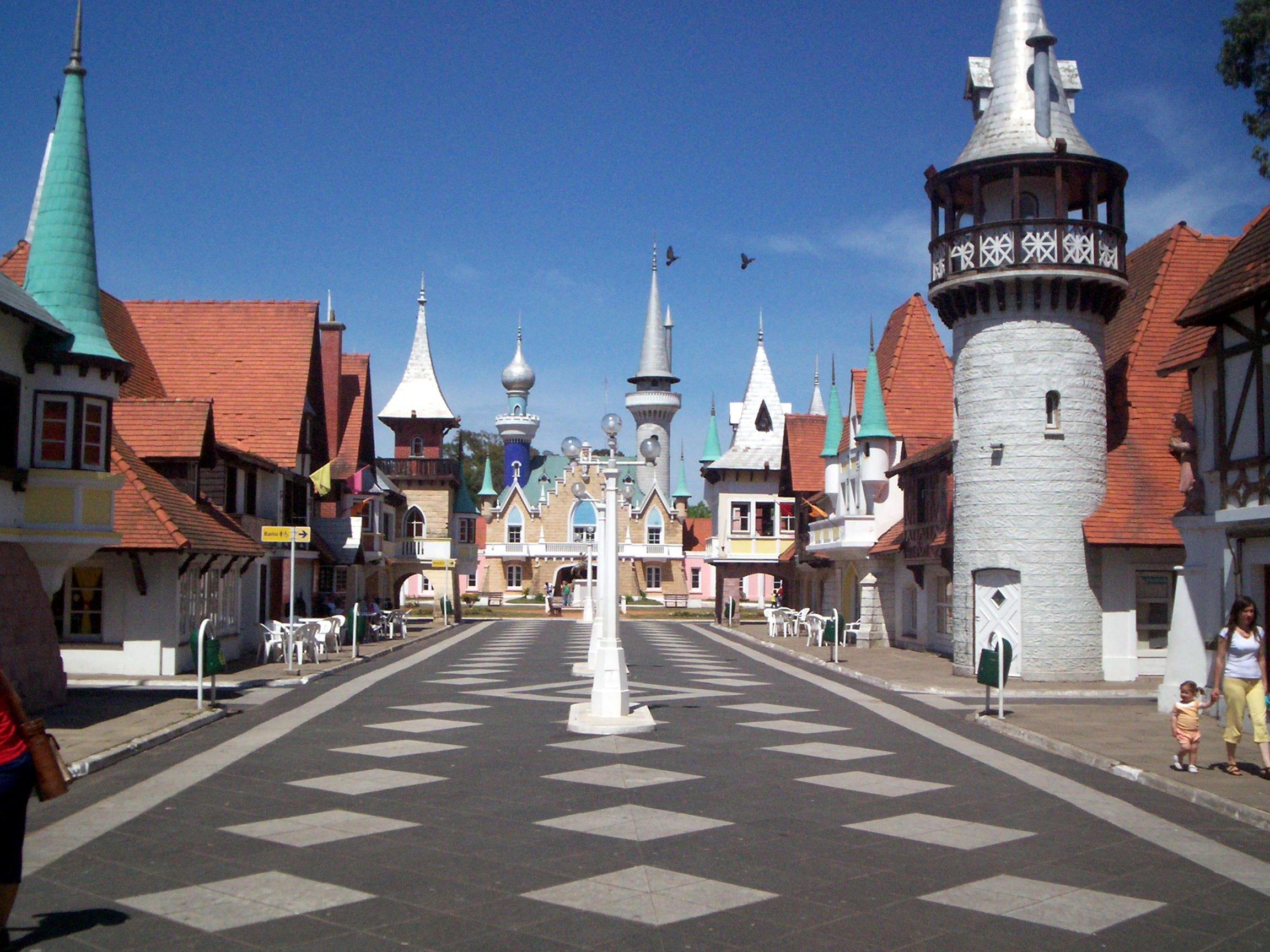
La República de los Niños.

Como un circuito del agrado de los más jóvenes, la ciudad propone un circuito compuesto por: 
- los centros culturales: ofrecen una diversidad de actividades sociales y culturales. Entre ellos se destaca el Centro Cultural Pasaje Dardo Rocha.
- Museo de La Plata:: es el Museo de Ciencias Naturales fundado por Francisco Pascasio Moreno
- República de los Niños: también conocida como la Ciudad de los Niños, es un parque temático que reproduce en un tamaño proporcional para los niños, una ciudad con todas sus instituciones: parlamento, casa de gobierno, palacio de justicia, iglesia, puerto, teatro, aeropuerto, restaurantes, hoteles, etc.

### Circuito Religioso
Es un circuito compuesto por las más importantes iglesias de La Plata. Comprende la Basílica de San Ponciano, Nuestra Señora de la Victoria Santuario de María Rosa Mística, Catedral de la Inmaculada Concepción, Iglesia de San Francisco de Asís, Iglesia San Benjamín, entre otras.

## Espacios verdes

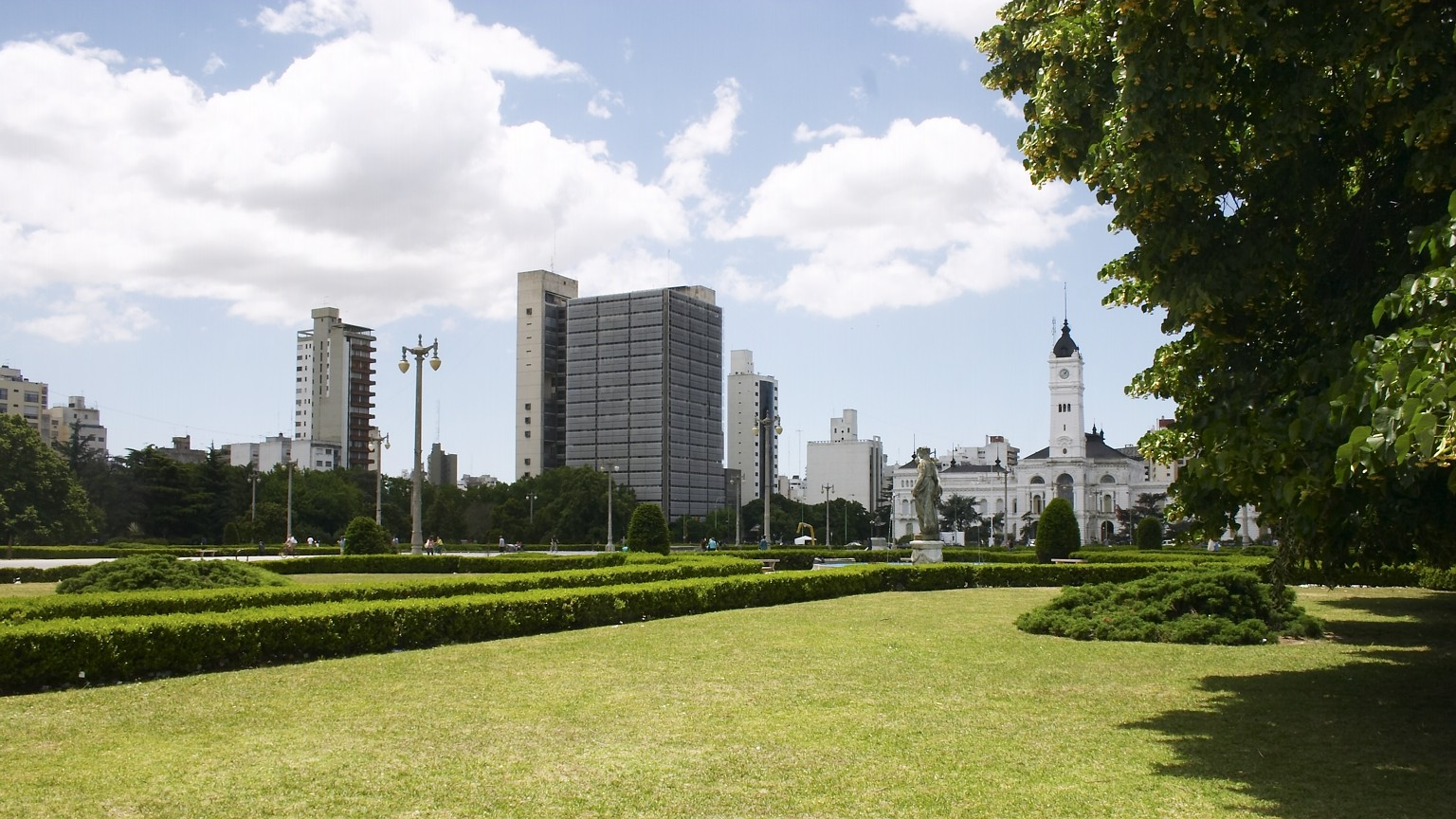
Plaza Moreno, vista al Palacio Municipal.

La ciudad de La Plata tiene una buena cantidad de espacios verdes. Su planificación fijó una plaza cada 6 cuadras. Además existen distintos paseos y parques que le dan un aspecto más natural a la ciudad. Entre las plazas más importantes de la ciudad se encuentran: Plaza Moreno, Plaza Italia, Plaza San Martín, Plaza Malvinas Argentinas, etc.
Entre los parques y paseos: el Paseo del Bosque, el Parque Ecológico Municipal, el Parque Saavedra, Parque Vucetich, entre otros.

## Centros comerciales
La ciudad posee dos tradicionales centros comerciales. Uno en la calle 8 desde calle 44 hasta calle 55. El otro en la calle 12 desde calle 54 hasta calle 66. Además en la ciudad se encuentra el nuevo Shopping Pasaje Rodrigo. Este último era una galería comercial que había sido inaugurada en 1929 por Basilio Rodrigo (inmigrante español) y estuvo cerrado al público por 10 años.
También en las cercanía de la ciudad y dentro del partido de La Plata, se encuentran los centros comerciales de Los Hornos (avenida 137 entre 60 y 66) y el de City Bell (Calle Cantilo 473 entre Cno. Centenario y 14C).
Además en la ciudad se realizan ferias artesanales en las plazas Italia, Azcuénaga y Saavedra. Además se realiza una feria, conocida como la «Feria de la esquina», en la esquina que conforma la intersección de las calles 17 y 71.

## Centros gastronómicos
Actualmente la zona gastronómica de mayor importancia es la Diagonal 74, desde Plaza Italia (La Plata) (en avenida 7) hasta Plaza Yrigoyen. Abarca unas 12 cuadras donde hay bares, cervecerías, parrillas, cafeterías, heladerías, comida rápida, comida japonesa, mexicana, árabe, etc. También han surgido muchos restaurantes y locales de comidas en las avenidas 51 y 53, desde calle 2 hasta calle 6.
Otra zona muy concurrida por sus famosos locales gastronómicos es City Bell, donde alrededor de la calle Cantilo existen novedosos emprendimientos de todo tipo.

## Eventos
En la ciudad se realizan variados eventos y fiestas populares a lo largo del año; algunos de ellos son:
- Bon Odori: Este tradicional festival de danza japonés organizado por Escuela Japonesa de La Plata, se realiza en el barrio platense de Colonia Urquiza, el segundo sábado de enero. En él hay show de baile japonés, muestra de artes marciales, shows de taiko (tambores), degustación de comidas típicas de Japón, venta de artesanías y show de fuegos artificiales.

- Fiesta del Tomate: Se realiza el segundo sábado de febrero en la Estación Experimental Julio Hirschhorn, en el barrio de Los Hornos (La Plata). Con este evento se busca revalorizar la producción y el consumo del tomate platense como el producto típico y más representativo del cinturón hortícola platense. Durante la jornada se realizan ventas de tomates y otras verduras de producción local, shows musicales en vivo, y quema de un tomate gigante.

- Día Internacional de los Monumentos y Sitios: Los días 18 de abril se celebra en todo el mundo el "Día Internacional de los Monumentos y Sitios Históricos". En La Plata, durante esa jornadas muchos museos y sitios históricos abren sus puertas de forma gratuita a partir de las 18:00hs para ser visitados; también salen colectivos gratuitos desde el Teatro Argentino de La Plata, que realizan circuitos guiados por los museos de la región.

- Día de la primavera: Se celebra el 21 de septiembre, coincidiendo en Argentina con el Día Internacional de los Estudiantes. Durante esta jornada se disfruta la llegada de dicha estación pasando el día al aire libre en plazas y parques, en donde se organizan recitales gratuitos.

- Fiesta del Alcaucil: El cultivo del alcaucil llegó a La Plata durante la década de 1950, hasta transformar a la región en la principal productora del país. Es por ello que durante el primer fin de semana de octubre se celebra la "Fiesta del Alcaucil" en el Centro Cultural Estación Provincial, en el cual se expone al público la producción de alcauciles, se venden comidas realizadas con esta hortaliza, se realizan ferias de artesanías y shows musicales gratuitos.

- Fiesta de la Cerveza Artesanal: Esta fiesta se realiza el segundo fin de semana de octubre en el Centro Cultural Estación Provincial, en donde los visitantes pueden probar más de 50 estilos de cerveza artesanal platense, ver bandas en vivo y degustar comidas locales.

- FestiFreak, Festival Internacional de Cine Independiente de La Plata: Este festival se realiza durante 10 días del mes de octubre en varias salas de cine de La Plata, en donde se proyectan y eligen los mejores largometrajes y cortometrajes independientes en categorías como documental, ficción, animación, película muda, etc.

- PICURBA, Picnic Urbano: a principios de noviembre se realiza en la República de los Niños este festival gastronómico, en el cual concurren Food truck locales. También se realizan charlas sobre cocina, recitales y otros espectáculos.

- Aniversario de la Fundación: Cada 19 de noviembre se celebra en Plaza Moreno el aniversario de la ciudad de La Plata, que fuera fundada por Dardo Rocha en 1882. Durante esta jornada se declara asueto en toda la ciudad, y se realiza una fiesta en Plaza Moreno con recitales gratuitos y un show de fuegos artificiales.

- Fiesta del Pan Dulce Artesanal: El segundo fin de semana de diciembre se realiza en Plaza Moreno la "Fiesta del Pan Dulce Artesanal", con stands de las principales panaderías y confiterías de La Plata, donde se pueden adquirir variedades de pan de dulce artesanal. También hay patio de comidas, juegos y recitales gratuitos.

- Quema del muñeco: Para celebrar la llegada del año nuevo, cada 31 de diciembre se celebra la "Quema del Muñeco" o "Quema del Momo", día en el cual se incineran muñecos gigantes en toda la ciudad. También se realizan diferentes concursos a los mejores muñecos y las mejores fotos.

## Monumentos
A continuación se listan varios de los monumentos de la ciudad de La Plata:
| Obra                   | Autor                   | Inauguración | Ubicación                     |
| ---------------------- | ----------------------- | ------------ | ----------------------------- |
| A la Madre             | Desconocido             | 2021         | 60 y 116                      |
| Las Artes              | Pietro Costa            |              | Av. Iraola-Zoo                |
| Jose Gervasio Artigas  | Juan Luis Blanes        | 1968         | Av, Iraola. Frente Jardin Paz |
| La naturaleza del arte | Fundación a la plástica | 1994         | izquierda zoo                 |
| La casa                | Anónimo-Fleming         | 1914         | zoo                           |
| Las Tres Gracias       | Anónimo                 | 1917         | zoo                           |
| Flora                  | Fleming?                | 1914         | zoo                           |
| Jules Nicolas Crevaux  | L.Benoit-Godet          | 1885         | zoo                           |
| Roberto Themis Speroni | Heberto Andrade         | 1967         | Paseo del lago                |
| Los Náufragos          | Emilio Andina           | 1907         | Paseo del lago                |
| El comercio            | Pietro Costa            |              | Paseo del lago                |
| Francisco López Merino | Riganelle Agustin       | 1921         | Paseo del lago                |
| Jose Caselli           | Franco Furfaro          | 1972         | Paseo del lago                |
| Carlos Gardel          | Leonardo Virgilio       | 1984         | Teatro del Lago               |
| Vucetich               | Máximo Maldonado        | 1942         | Cerca museo                   |
| Korn Alejandro         | Máximo Maldonado        | 1942         | Cerca museo                   |
| Almafuerte             | Máximo Maldonado        | 1942         | Cerca museo                   |
| Carlos Spegazzini      | Máximo Maldonado        | 1942         | Cerca museo                   |
| Bancos del Bosque      | Máximo Maldonado        | 1958         | 1 y 52                        |
| Bancos del Bosque      | Susana Macris           | 1998         |                               |
| Mulitas                | Máximo Maldonado        | 1958         | 120 y 52                      |

## Hotelería y alojamiento
| Hotel *****                         | 2  | 300  |
| Hotel ****                          | 1  | 108  |
| Hotel ***                           | 10 | 698  |
| Hotel **                            | 5  | 204  |
| Hotel *                             | 1  | 82   |
| Aparts                              | 2  | 125  |
| Residencial                         | -  | -    |
| Hospedaje                           | -  | -    |
| Hostels                             | 10 | 239  |
| Conjunto de casas y/o Dpto.         | -  | -    |
| Colonia                             | -  | -    |
| No Categorizados                    | -  | -    |
| Camping                             | -  | -    |
| Residencias Universitarias Privadas | -  | -    |
| Alojamiento para Deportistas        | -  | -    |
| Total                               | 31 | 1756 |

## Alrededores
Al estar en la ciudad de La Plata se pueden recorrer los monumentos de las ciudades vecinas de Berisso y Ensenada (que antes formaban parte de La Plata), encontrando entre estas a la Calle Nueva York, el Frigorífico Swift, la Parroquia Católica Ucraniana «Nuestra Señora de la Asunción», el Centro Cultural Vieja Estación, el Fuerte Barragán y Museo Histórico, el Puente Giratorio Ensenada, entre otros.